# Tháp Bismarck ở Świebodzin
Tháp Bismarck ở Świebodzin nằm trên núi Winna Góra nhìn về Nowy Widok ở Świebodzin, đây là một thành phố ở phía tây của Ba Lan, ngày nay thuộc tỉnh Lubuskie.

## Lịch sử
Người khởi xướng việc xây dựng tòa tháp Bismarck (ban đầu là một tháp quan sát) ở Świebodzin là Tiến sĩ Woge, chủ tịch của Liên minh Eastmarch tại Wiebodzin, vào mùa thu năm 1904. Từ đó ủy ban xây dựng tháp đã được thành lập, chủ trì bởi ủy viên hội đồng Albert Sckerl, và hội đồng thành phố đã chọn đồi Winna Góra là nơi xây dựng tòa tháp. Thiết kế của tòa nhà được thực hiện bởi chính thị trưởng Schermann, và Maks Fechner chịu trách nhiệm xây dựng tòa tháp. Kế hoạch đặt ra là hoàn thành vào dịp nhân kỷ niệm 90 năm ngày sinh của tướng Otto von Bismarck. Tuy nhiên việc xây dựng đã kéo dài cho đến 3 năm sau.

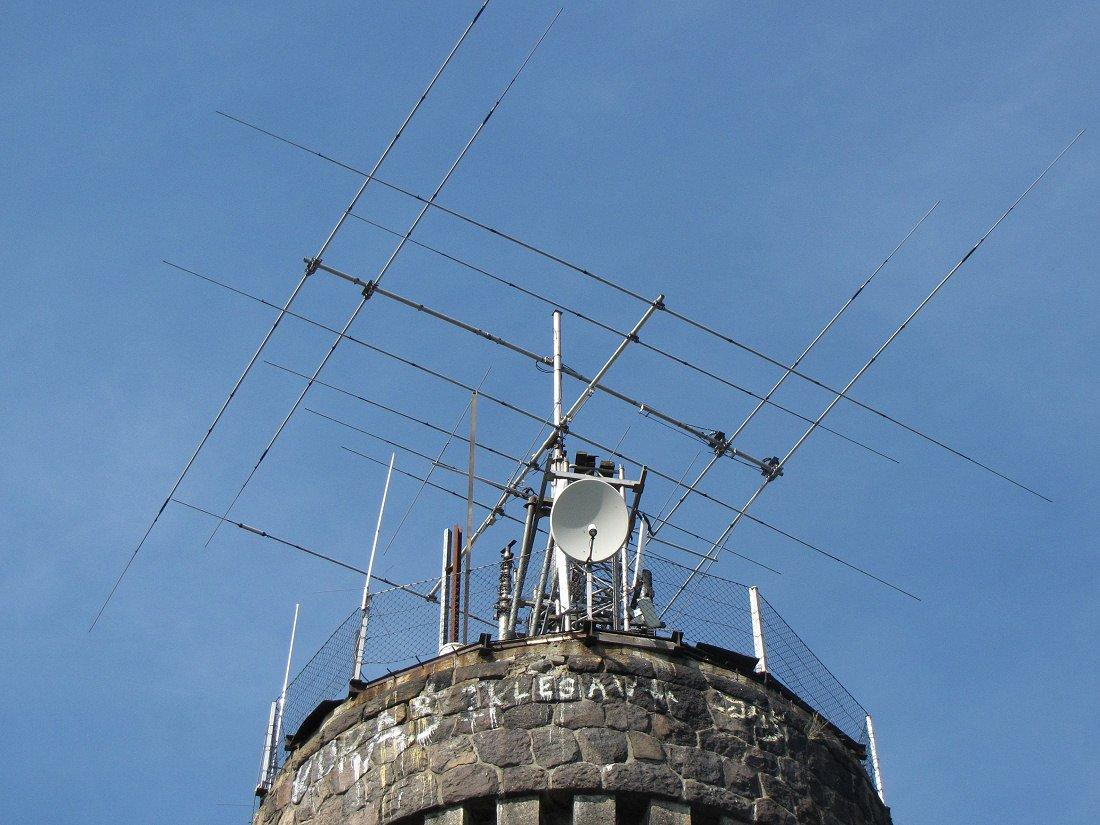
Ang-ten trên đỉnh tháp

Lễ khánh thành diễn ra vào ngày 20 tháng 9 năm 1908 với sự tham gia đông đảo của người dân và đại diện chính quyền địa phương. Sau lễ kỷ niệm chính thức, ngọn lửa được thắp sáng lần đầu tiên trong "đài lửa" trên bục của tháp Bismarck vào buổi tối. Kinh phí xây dựng lên tới 11000 marek (một đơn vị tiền tệ của Đức từ năm 1873). Tòa tháp vẫn không thay đổi cho đến cuối năm 1945. Vài năm sau Thế chiến II, tòa tháp trở thành điểm quan sát cho ngành hàng không quân sự. Sau khi điểm quan sát của quân đội bị đóng cửa, tòa tháp không còn được sử dụng và tình trạng kỹ thuật của nó đã xuống cấp. Mãi đến đầu những năm 1990, tòa tháp được mua từ thành phố bởi một chủ sở hữu tư nhân thực hiện các công trình cải tạo cần thiết tại tòa tháp. Hiện tại, trên đỉnh tháp, có các cài đặt ăng-ten được cài đặt cho các nhu cầu của, trong số những người khác người dùng bộ đàm.

## Mô tả
Độ cao của tòa tháp 22 mét được làm bằng các khối đá granit và cấu trúc được làm bằng gạch. Tòa chính của tháp được xây dựng trên một mặt bằng hình vuông có cạnh 7,20 m. Trong cấu trúc cột tầng trệt, ở phía nam, có một lối vào hai cánh dẫn đến cầu thang đi lên bục quan sát. Trục tròn của tháp hơi hẹp về phía trên. Ở phần trên của tòa tháp có ba hàng khe cửa sổ đôi, hẹp (đã được lắp đặt). Phần đầu của tòa tháp được trang trí bằng một đường diềm nhô ra với một khoảng trống ở chân đế.